# Konfirmat

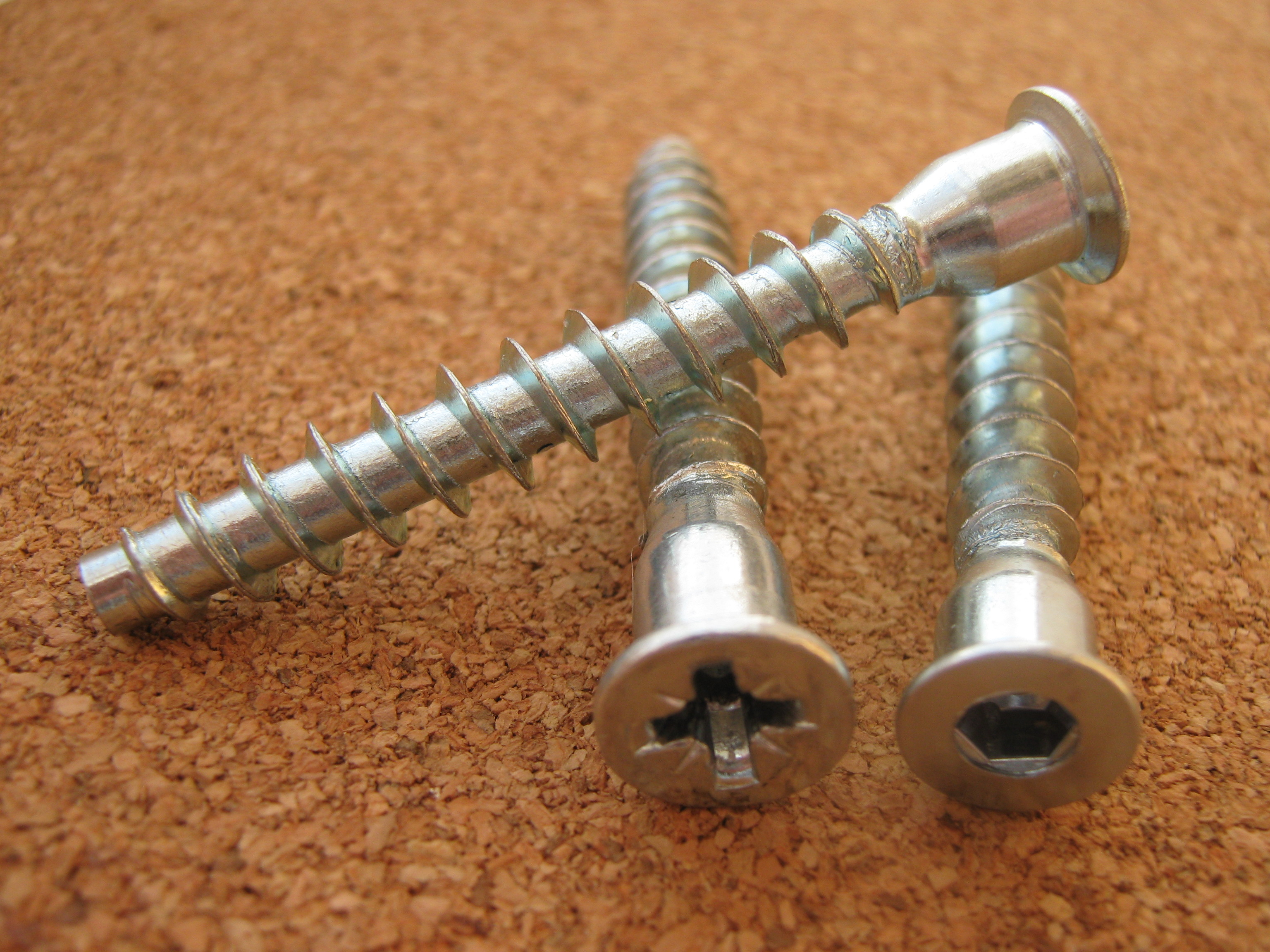
Konfirmaty - zdjęcie poglądowe

Rysunek konfirmatu
L: długość
d: średnica gwintu
D: średnica kołnierza

Konfirmat – rodzaj metalowego wkrętu stosowanego w przemyśle meblarskim do sztywnego łączenia ze sobą pod kątem prostym dwóch płyt meblowych drewnianych lub wiórowych. Ze względu na charakterystyczną kryzę do wykonywania otworów pod konfirmaty należy używać specjalnych wierteł. Standardowe średnice konfirmatów wynoszą 6,4 mm oraz 7,0 mm. Najczęściej spotykane są konfirmaty z gniazdem imbusowym.